# Tibouchina anderssonii
Tibouchina anderssonii är en tvåhjärtbladig växtart som beskrevs av John Julius Wurdack. Tibouchina anderssonii ingår i släktet Tibouchina och familjen Melastomataceae. Inga underarter finns listade i Catalogue of Life.